# 에곤 치머만
에곤 치머만(독일어: Egon Zimmermann, 1939년 2월 8일~2019년 8월 23일)은 오스트리아의 알파인 스키 선수로 1964년 동계 올림픽 남자 활강 부문에서 금메달을 획득했다.